# Вілла-Гуардія
Вілла-Гуардія, Вілла-Ґуардія (італ. Villa Guardia) — муніципалітет в Італії, у регіоні Ломбардія, провінція Комо.
Вілла-Гуардія розташована на відстані близько 520 км на північний захід від Рима, 38 км на північ від Мілана, 7 км на південний захід від Комо.
Населення — 8021 особа (2014).
Щорічний фестиваль відбувається 26 вересня, 15 серпня. Покровитель — Santi Cosma e Damiano.

## Демографія
Населення за роками:

Станом на 1 січня 2023 року в муніципалітеті офіційно проживало 488 іноземців з 54 країн, серед них 96 громадян країн Євросоюзу та 59 громадян України.

## Сусідні муніципалітети
- Бульгарограссо
- Кассіна-Риццарді
- Кольверде
- Грандате
- Луїзаго
- Лурате-Каччивіо
- Монтано-Лучино